# Arbejdscyklus
Arbejdscyklus eller arbejdsfaktor (en. Duty Cycle) er indenfor telekommunikation og elektronik en definition på hvor stor del af periodetiden, noget er aktivt (pulsbredden) - og periodetiden (T) af en rektangulær bølgeform.

- et periodisk (gentagende) fænomen med forholdet mellem varigheden af fænomenet i en given tidsperiode af periodetiden.

Arbejdscyklus {\displaystyle D={\frac {\tau }{T}}\ }
hvor
D er den såkaldte arbejdscyklus;
{\displaystyle \tau } er varigheden af funktionen hvor den er forskellig fra nul;
{\displaystyle \mathrm {T} } er varigheden af periodetiden.
I et ideelt pulstog (rektangulære pulser), vil arbejdscyklen være pulsvarigheden delt med periodetiden. For et pulstog hvor pulsvarigheden er 1 μs og periodetiden er 4 μs, vil arbejdscyklen være 0,25. Arbejdscyklen til en firkantpuls er på 0,5 eller 50 %.